# Arktischer Rat
Der Arktische Rat (englisch Arctic Council) ist ein zwischenstaatliches Forum mit ständigem Sitz im norwegischen Tromsø, das 1996 zum Interessenausgleich zwischen den arktischen Anrainerstaaten und den in der Region lebenden indigenen Völkern gegründet wurde.

## Ziele und Aktionen
Der Klimaschutz und die Sicherheit in der Region sollen gefördert werden. Der Rat koordiniert Forschungsprojekte und Entwicklungsvorhaben, zum Beispiel im Verkehrsbereich und beim Abbau von Bodenschätzen.
Beispielsweise veröffentlichte der Rat 2004 das Arctic Climate Impact Assessment, eine umfassende Studie über die Folgen der globalen Erwärmung in der Arktis.
Am 12. Mai 2011 wurde von den ständigen Mitgliedern des Arktischen Rates in Nuuk, Grönland, ein Abkommen über Such- und Rettungseinsätze in der Arktis (Agreement on Cooperation on Aeronautical and Maritime Search and Rescue in the Arctic) unterzeichnet, das erste international verbindliche Abkommen, das unter der Schirmherrschaft des Arktischen Rates verhandelt wurde.
Am 7. Mai 2019 gab der Rat bekannt, dass erstmals seit seiner Gründung keine Übereinkunft über eine gemeinsame Schlusserklärung bei dem Treffen in Rovaniemi (Finnland) erzielt worden sei. Als Grund wurde die Weigerung der US-amerikanischen Delegation genannt, eine Erklärung zu unterzeichnen, in der vor den Folgen des globalen Klimawandels für die Arktis gewarnt wurde. Am Vortag hatte US-Außenminister Mike Pompeo in einer Ansprache auf dem Treffen die positiven Aspekte der Abnahme des arktischen Eises betont. Eine Abnahme des Eises würde neue Handelsrouten und Routen für die Passagierschifffahrt eröffnen.

## Zusammensetzung

Der Arktische Rat
Mitglieder
Beobachter

Ende der 1980er Jahre eröffneten sich durch die neue politische Weltlage Perspektiven für eine Kooperation. 1991 wurde die Arctic Environmental Protection Strategy (AEPS) ins Leben gerufen. 1996 wurde mit einer „Erklärung von Ottawa“ durch die Außenminister der Arktische Rat gegründet.
Dem Rat gehören an:
- Dänemark (für  Grönland)
- Finnland
- Island
- Kanada
- Norwegen
- Russland
- Schweden
- Vereinigte Staaten

Entscheidungen im Arktischen Rat auf allen Ebenen können allein durch die acht Mitgliedsstaaten getroffen werden.
In Reaktion auf den russischen Überfall auf die Ukraine kündigten am 3. März 2022 alle Mitgliedsstaaten mit Ausnahme Russlands an, vorerst nicht mehr an Treffen des Rates teilzunehmen. Es werde geprüft, unter welchen Umständen die Arbeit des Rates wieder aufgenommen werden kann. Am 8. Juni 2022 teilten die nichtrussischen Mitglieder Schweden, Dänemark, Finnland, Island, Kanada, Norwegen und die USA mit, eine begrenzte Wiederaufnahme ihrer Arbeit im Arktischen Rat in Projekten zu beabsichtigen, die keine Beteiligung der Russischen Föderation beinhalten.

## Vorsitz
Der Vorsitz des Gremiums wechselt alle zwei Jahre zwischen den staatlichen Mitgliedern, mit einer Rotationsperiode von etwa 17 Jahren.
| Periode   | Vorsitzstaat       | Vorsitzender        |
| --------- | ------------------ | ------------------- |
| 1996–1998 | Kanada             | ?                   |
| 1998–2000 | Vereinigte Staaten | ?                   |
| 2000–2002 | Finnland           | ?                   |
| 2002–2004 | Island             | ?                   |
| 2004–2006 | Russland           | ?                   |
| 2006–2009 | Norwegen           | ?                   |
| 2009–2011 | Dänemark           | ?                   |
| 2011–2013 | Schweden           | ?                   |
| 2013–2015 | Kanada             | Leona Aglukkaq      |
| 2015–2017 | Vereinigte Staaten | ?                   |
| 2017–2019 | Finnland           | ?                   |
| 2019–2021 | Island             | Einar Gunnarsson    |
| 2021–2023 | Russland           | Nikolai Kortschunow |
| 2023–2025 | Norwegen           | Morten Høglund      |
| 2025–2027 | Dänemark           | Kenneth Høegh       |

## Ständige Teilnehmer
Sechs Dachorganisationen der Ureinwohner der Arktis besitzen als sogenannte Ständige Teilnehmer (Permanent Participants) ein garantiertes Beteiligungsrecht. Dies sind:
1. der Inuit Circumpolar Council als Dachverband der Eskimo aus den Polarregionen Grönlands, Kanadas, Alaskas und Russlands
2. der Saami Council als Vertretung der Samen Norwegens, Schwedens, Finnlands
3. RAIPON als Dachverband der indigenen Völker des russischen Nordens
4. die Aleut International Association (AIA)[9] als Vertretung der Alëuten
5. der Arctic Athabaskan Council[10] als Vertretung der Athabasken
6. der Gwich’in Council International[11] als Vertretung der Gwich’in

Als Koordinationsstelle der Permanent Participants fungiert das Indigenous Peoples Secretariate mit Sitz in Kopenhagen.

## Beobachter
Den Beobachterstatus (Observer) können erwerben:
- nicht-arktische Staaten
- zwischenstaatliche und interparlamentarische Organisationen
- Nichtregierungsorganisationen

Beobachter können ihr Engagement vor allem in den Arbeitsgruppen des Arktischen Rates entwickeln und dabei bestimmte Projekte der Arktis-Staaten auch finanziell unterstützen. Einige nicht-arktische Staaten wie auch verschiedene nichtstaatliche Organisationen sind als Beobachter zugelassen. Zu den Beobachterstaaten gehören:
- Deutschland
- Frankreich
- Indien
- Italien
- Japan
- Niederlande
- Polen
- Schweiz
- Singapur
- Spanien
- Südkorea
- Vereinigtes Königreich
- Volksrepublik China

Zu den Organisationen mit Beobachterstatus gehören unter anderem:
- Northern Forum
- Pacific Environment aus San Francisco[14]
- International Arctic Science Committee
- Umweltprogramm der Vereinten Nationen
- Nordic Environment Finance Corporation
- Entwicklungsprogramm der Vereinten Nationen
- World Wide Fund for Nature / Global Arctic Program
- Ständiger Ausschuss der Parlamentarier der Arktis
- International Union for Conservation of Nature and Natural Resources
- Internationale Föderation der Rotkreuz- und Rothalbmond-Gesellschaften
- IWGIA[15] (International Work Group for Indigenous Affairs) mit Sitz in Kopenhagen

Um den Beobachterstatus bewerben sich gegenwärtig folgende Länder und Organisationen:
- Oceana
- Greenpeace
- Europäische Union
- OSPAR-Kommission
- Association of Oil and Gas Producers
- Internationale Hydrographische Organisation

## Wissenschaftliche Zusammenarbeit
Der Rat hat im Jahr 2001 auch die Universität der Arktis initiiert, ein Hochschulnetzwerk zur Erforschung der Umweltgrundlagen in der Polarregion.